# Florian Grillitsch
Florian Grillitsch (Neunkirchen, 1995. augusztus 7. –) osztrák válogatott labdarúgó, a TSG Hoffenheim játékosa.

## Pályafutása

### Klubcsapatokban
Az SVSF Pottschach és a St. Pölten korosztályos csapataiban nevelkedett, majd 2013-ban Németországba a Werder Bremen akadémiájára igazolt. A 2013–2014-es szezonban az U19-es korosztályos csapatban 16 tétmérkőzésen 10 alkalommal szerzett gólt. Ebben a szezonban 5 alkalommal pályára lépett a Werder Bremen II-ben is, ahol 5 negyedosztályú bajnoki találkozón lépett pályára. 2013. szeptember 21-én mutatkozott be a második csapatban a VfR Neumünster ellen 3–2-re elvesztett bajnoki mérkőzésen kezdőként. 2014. szeptember 2-án szerezte meg első gólját az SV Meppen csapata ellen 3–1-re megnyert mérkőzésen. A 2014–2015-ös idényt megnyerték csapatával. 2015. július 25-én lépett először pályára a harmadosztályban a Hansa Rostock ellen és az 57. percben gólt szerzett Marcel Hilßner passzából. Augusztus 8-án mutatkozott be az első csapatban a Würzburger Kickers elleni kupa mérkőzésen, és gólpasszt adott Anthony Ujahnak. Augusztus 15-én debütált a bajnokságban a Schalke 04 ellen 3–0-ra elvesztett mérkőzés 70. percében Clemens Fritz cseréjeként. 2016. február 9-én első gólját szerezte meg a Bayer 04 Leverkusen elleni kupa találkozó 82. percében. Két hónappal később a bajnokságban az Augsburg csapata ellen is eredményes volt.
2017. január 16-án aláírt 2021-ig a TSG 1899 Hoffenheim csapatához, de csak a következő idény elején csatlakozott a klubhoz. Augusztus 26-án debütált a Bayer Leverkusen elleni bajnoki mérkőzésen. November 2-án az İstanbul Başakşehir elleni Európa-liga mérkőzésen volt első alkalommal eredményes a Hoffenheim színeiben tétmérkőzésen. 2018. március 17-én szerezte meg első gólját a bajnokságban a Borussia Mönchengladbach ellen 3–3-ra végződő találkozón.

### A válogatottban
Többszörös korosztályos válogatott labdarúgó. Részt vett a Magyarországon megrendezett 2014-es U19-es labdarúgó-Európa-bajnokságon. A 2015-ös U20-as labdarúgó-világbajnokságon is részt vett. 2017. március 28-án mutatkozott be a felnőtt válogatottban a Finnország ellen. 2024. június 7-én Ralf Rangnick szövetségi kapitány 26 fős keretébe bekerült, amely a 2024-es labdarúgó-Európa-bajnokságra utazott.

## Statisztika

### Klub
2020. március 7-i állapotnak megfelelően.
| Klub             | Szezon   | Bajnokság         | Bajnokság | Bajnokság | Kupa  | Kupa | Nemzetközi | Nemzetközi | Összesen | Összesen |
| Klub             | Szezon   | Osztály           | Mérk.     | Gól       | Mérk. | Gól  | Mérk.      | Gól        | Mérk.    | Gól      |
| ---------------- | -------- | ----------------- | --------- | --------- | ----- | ---- | ---------- | ---------- | -------- | -------- |
| Werder Bremen II | 2013-14  | Regionalliga Nord | 5         | 0         | —     | —    | —          | —          | 5        | 0        |
| Werder Bremen II | 2014–15  | Regionalliga Nord | 26        | 9         | —     | —    | —          | —          | 26       | 9        |
| Werder Bremen II | 2015-16  | 3. Liga           | 5         | 1         | —     | —    | —          | —          | 5        | 1        |
| Werder Bremen II | Összesen | Összesen          | 36        | 10        | —     | —    | —          | —          | 36       | 10       |
| Werder Bremen    | 2015–16  | Bundesliga        | 25        | 1         | 5     | 1    | —          | —          | 30       | 2        |
| Werder Bremen    | 2016-17  | Bundesliga        | 23        | 2         | 1     | 0    | —          | —          | 24       | 2        |
| Werder Bremen    | Összesen | Összesen          | 48        | 3         | 6     | 1    | —          | —          | 54       | 4        |
| 1899 Hoffenheim  | 2017-18  | Bundesliga        | 25        | 1         | 1     | 0    | 3          | 1          | 29       | 2        |
| 1899 Hoffenheim  | 2018-19  | Bundesliga        | 30        | 0         | 0     | 0    | 6          | 1          | 36       | 1        |
| 1899 Hoffenheim  | 2019-20  | Bundesliga        | 23        | 0         | 3     | 1    | —          | —          | 26       | 1        |
| 1899 Hoffenheim  | Összesen | Összesen          | 78        | 1         | 4     | 1    | 9          | 2          | 91       | 4        |
| Összesen         | Összesen | Összesen          | 162       | 14        | 10    | 2    | 9          | 2          | 181      | 18       |

### Válogatott
2019. november 19-i állapotnak megfelelően.
| Ausztria | Ausztria | Ausztria |
| Év       | Mérk.    | Gólok    |
| -------- | -------- | -------- |
| 2017     | 6        | 0        |
| 2018     | 7        | 1        |
| 2019     | 3        | 0        |
| Összesen | 16       | 1        |

### Válogatott gólok
2018. március 27-i állapotnak megfelelően.
| #  | Időpont           | Helyszín                                   | Ellenfél  | Gólok | Eredmény | Kiírás              |
| -- | ----------------- | ------------------------------------------ | --------- | ----- | -------- | ------------------- |
| 1. | 2018. március 27. | Stade Josy Barthel, Luxembourg, Luxembourg | Luxemburg | 2–0   | 4–0      | Barátságos mérkőzés |

## Sikerei, díjai
- Werder Bremen II
  - Regionalliga Nord: 2014–15